# Hegedüs Sámuel
Bonyhai Hegedüs Sámuel (Torda, 1781. szeptember 1. – Szászváros, 1844. április 29.) református lelkész és a Magyar Tudományos Akadémia levelező tagja.

## Élete
1790. szeptember 1-jétől a nagyenyedi főiskolában tanult, ahol különösen Herepei Ádám, Benke Mihály és Benkő Ferenc tanárainak voltak rá hatással. Húszéves korában elvesztette apját, így nevelőséget kellett vállalnia Ugron István (utóbb tordai főispán) mellett. 1805-ben az enyedi főiskolában a költészeti osztály tanítója lett. 1806-ban nagyenyedi második pappá választották és 1807-ben a göttingai egyetemre küldték.
1809. január 1-jén kezdte el papi hivatalát, de már 1810. május végén Kolozsvárott lett pap. 1813-ban az egyházi főtanács rábízta a teológia tanítását. 1814-től Herepei Ádám halála után Enyeden a római irodalom, széptan, világtörténelem, statisztika és politika tanára lett; rendkívüli órákban a francia nyelvet is tanította, és emellett az alsóbb osztályok nevelése is az ő feladata volt. Amikor I. Ferenc magyar király nejével Karolina Augusztával Erdélyt meglátogatta, a tanuló ifjúság nevében a királyt latin ódával, a királynét magyar és német rímes versekkel köszöntötte.
1827-ben igazgató-tanárrá nevezték ki. Az ő hosszas fáradozásainak köszönheti Enyed a nyomdát, amelynek felállítása 1837-ben rektorsága alatt történt. Ennek első nyomtatványa az ő eszközléséből és felügyelete alatt Eutropius és Cornelius kiadásai voltak az alsó osztályok számára. 1829. november 3-án Kolozsvárra ment vissza hittani székébe. A következő telet betegeskedéssel töltötte és 1830. június végén a tordasi lelkészi állást foglalta el. 1832. március 9-én a magyar tudományos akadémia levelező tagjának választotta. 1836 októberében Szászvárosba hívták meg első lelkésznek, ahol haláláig működött. Időközben (1837) a nagyszebeni országgyűlésen hitszónoki tisztet is viselt. A görög, latin nyelv és irodalmon kívül jól ismerte a német és francia irodalmat és azon nyelveken beszélt is.

## Művei
- Igaz bánat köny-csepjei, melyeket a nagy hazafi néhai M. Gy. Monostori gróf Kemény Farkas sírhalmára hullatott. (Halottakkal való társalkodás. Kolozsvár, 1805. cz. végén.)
- Minden tudomány az ifjú embernek erkölcsi culturájához tartozik. Kolozsvár, 1813. (Herepei János emlékezete. Többek beszédével együtt.)
- A közhasznu professor és historicus. Egy halotti beszédben b. e. prof. Herepei Ádámnak emlékezetére a nagyenyedi ref. templomban elmondotta. Kolozsvár, 1814.
- Mi a templom? Egy keresztyén elmélkedés, melyet azon alkalmatossággal, midőn gróf Korda Anna úr asszony. ő nagys. gr. Toldalagi László özvegye… a sülelmedi ref. eklézsiát a maga költségén hamvaiból újra helyreállította, papságot fundált, templomot épitett, és azon templomot az urnak szentelte, elmondott. Kolozsvár, 1814.
- Egy bölcs asszony képe, egy halotti tanításban, Kolozsvár; 1814. (Gróf Toldi Sára emlékezete cz., Szilágyi Ferencz beszédével.)
- Micsoda szempontból kell nézni a valóságos derék embernek halálát? Egy halotti beszéd… id. gr. Teleki József… koporsója felett. Kolozsvár, 1817.
- A fő kormányon ülő férfiunak érdemei s jutalma… (Bánffy György kormányzó felett mondott beszéd. Kolozsvár, 1822. Szilágyi Ferenc beszédével együtt.)
- Oda a fels. austr. császárnénak, magyar királynénak és az erdélyi n. fejedelemség fejedelem asszonyának Karolina Augusztának szentséges megérkezésére. Hely és év n.
- Ode auf die glückliche und sehnlichst erwartete Ankunft Ihro k. u. k. Majestät… Caroline Auguste. Im Namen der R. Hohen Schule zu Nagy-Enyed. Hely és év n.
- A hivatal nélkül való élet boldogsága. Egy halotti beszéd, melyet gr. Bethlen Dániel halotti tisztessége alkalmatosságával elmondott. Kolozsvár, 1822. (Tompa János beszédével együtt.)
- Az igaz orvosi tudomány, és az orvos egy halotti beszédben, melyet… Pataki Sámuel… utolsó tisztességtétele ünnepén elmondott. Kolozsvár, 1824. (Többek beszédével együtt.)
- Az asszonyi nem méltósága. Egy halotti beszéd, melyet gr. B. Bethlen Rosália úr asszonynak… koporsója mellett elmondott és A szent imrei temető, egy elegia. Nagy-Enyed, 1832. (Többek beszédével együtt.)
- Egy közönséges nevelőnek hazájától való vég bucsuvétele. (Halotti beszéd id. Szilágyi Ferencz prof. urnak végtisztelete megadásakor máj. 24. 1829.) Kolozsvár, 1833. (Csiszár Sámuel beszédével együtt.)
- A meny asszony menyegzői ékességében felöltöztetve a halál teátromán. Egy koporsó felett mondott beszéd, mélt. Sándor Joséfa kisasszonynak reménytelen halálával Rápolton. Nagy-Enyed. 1834.
- A fejedelem és a nemzet, egy keresztény tanitás, melyet mondott I. Ferdinánd ausztriai cs. és apostoli király és erdélyi fejedelem ő felsége születése napján ápr. 19. 1837. Nagy-Szebenben a helv. templomban. Nagy-Szeben, 1837.
- Hegedüs Sámuel poétai próbái. Kolozsvár, 1837. Két kötet.